# Camponotus macrocephalus
Camponotus macrocephalus är en myrart som beskrevs av Carlo Emery 1894. Camponotus macrocephalus ingår i släktet hästmyror, och familjen myror.

## Underarter
Arten delas in i följande underarter:
- C. m. augustulus
- C. m. macrocephalus

## Bildgalleri

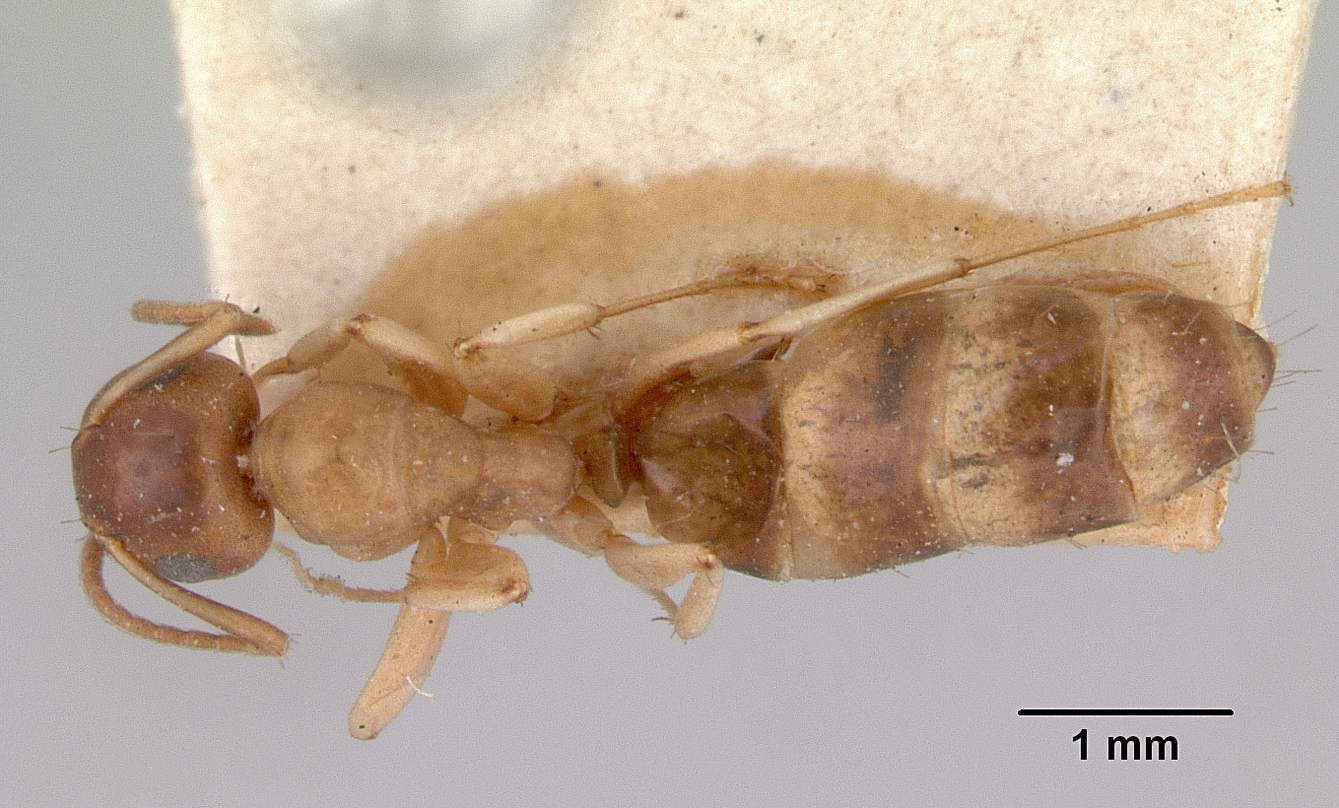
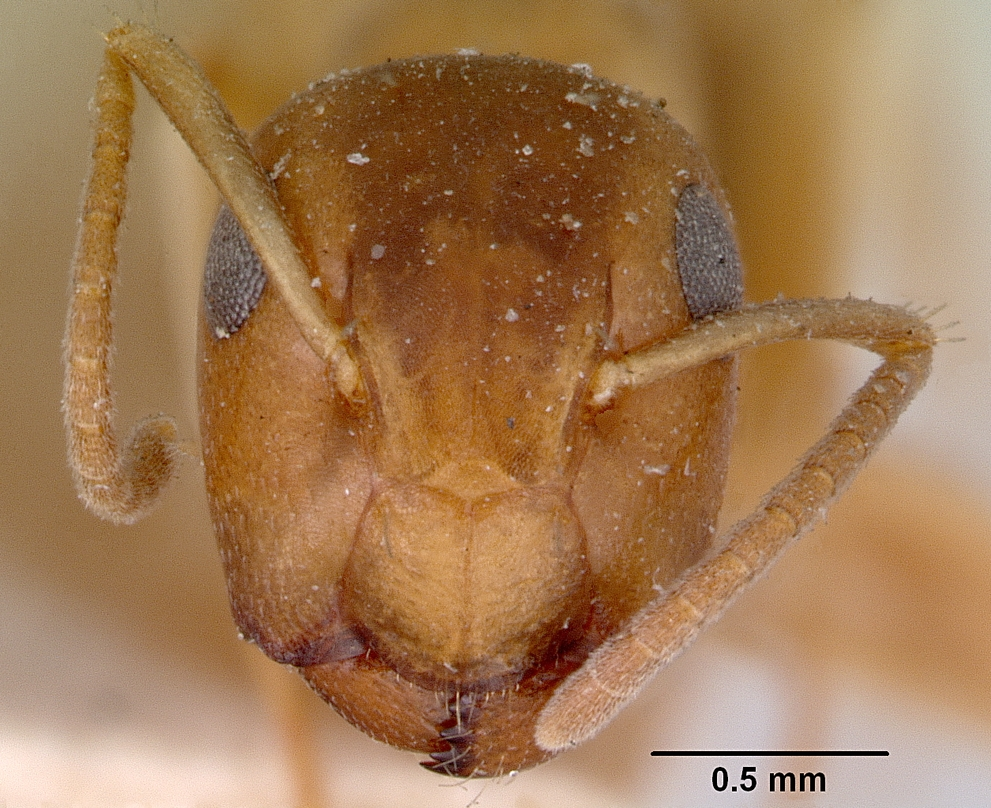
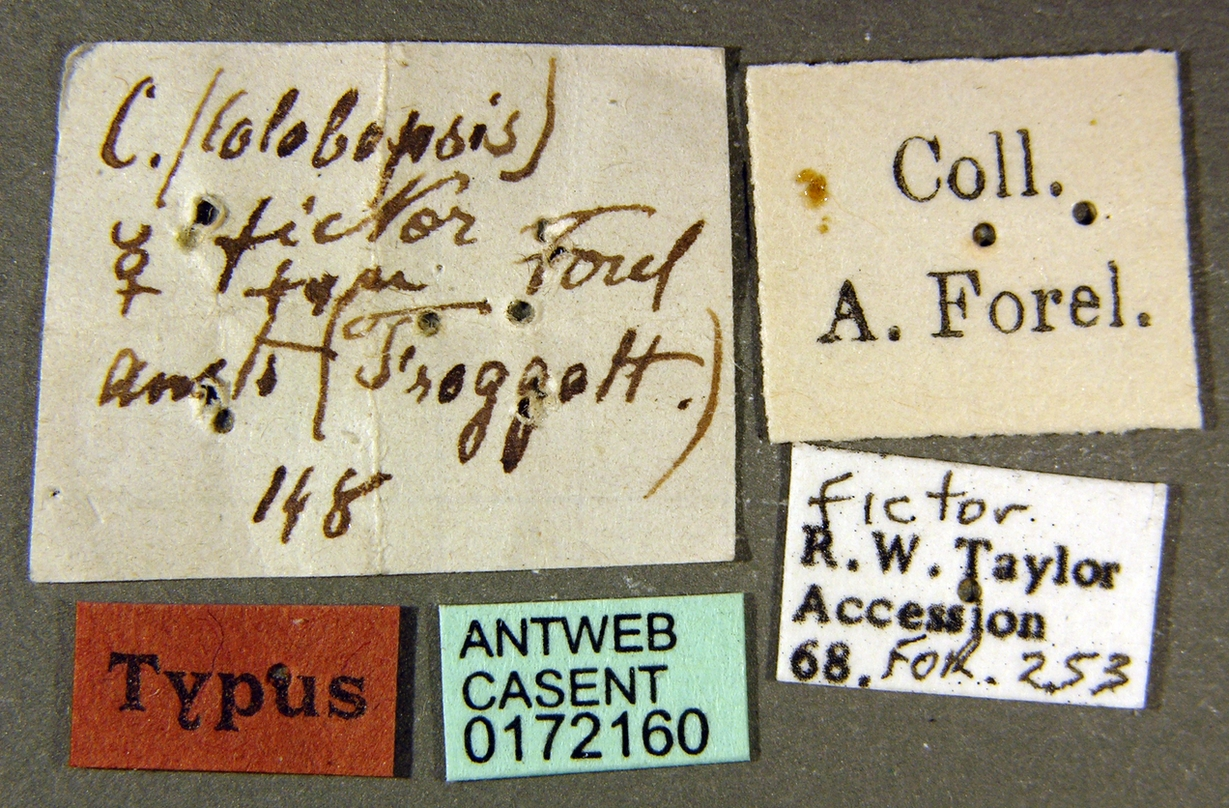
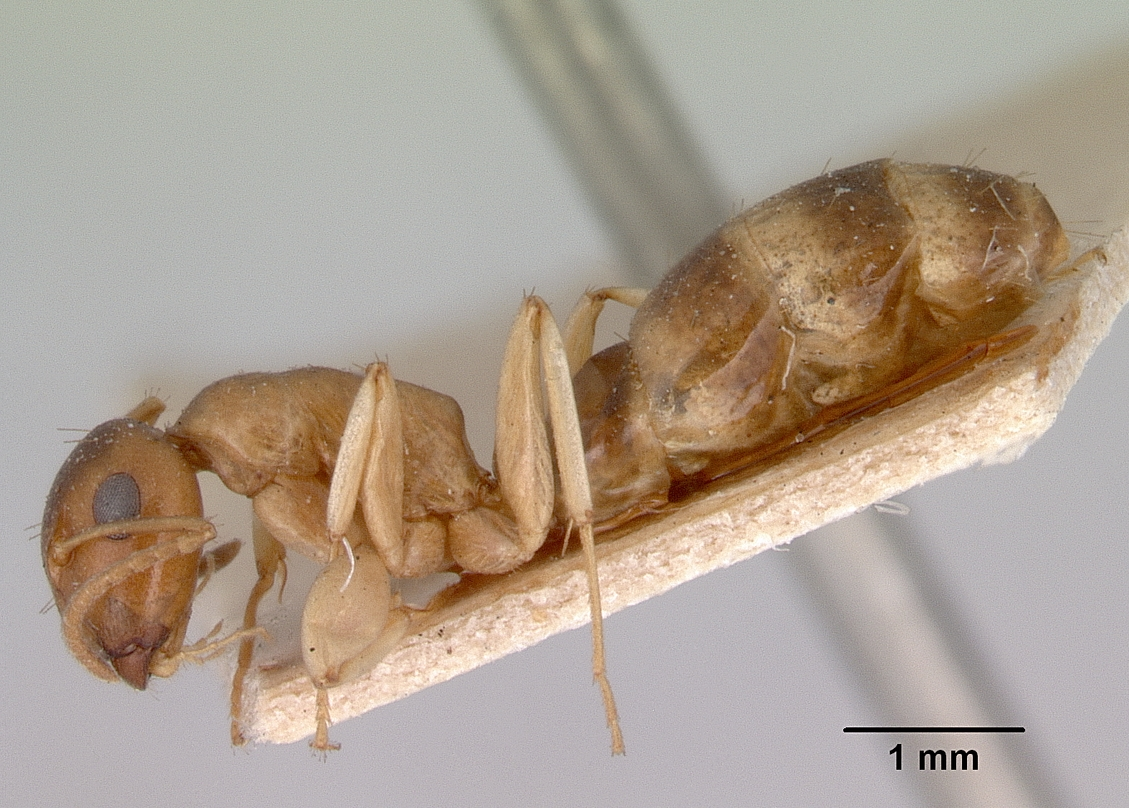
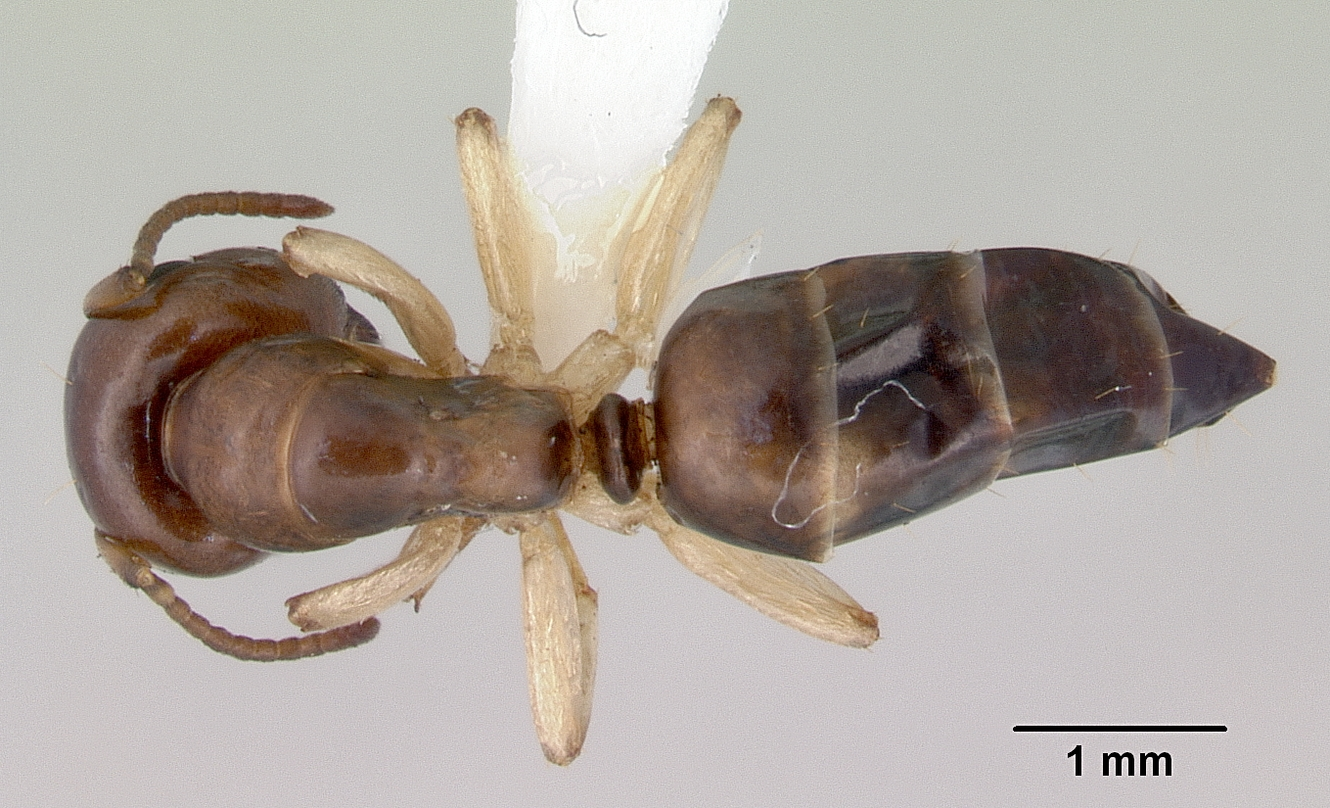
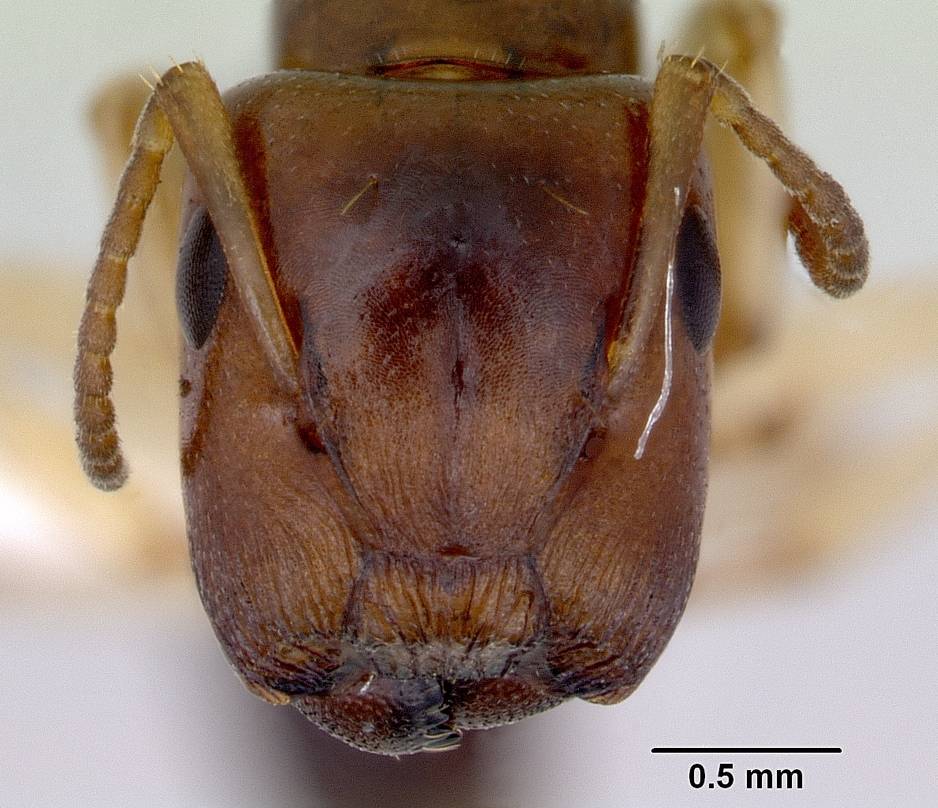